# William Dawes

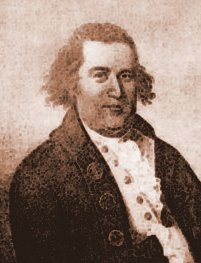
William Dawes

William Dawes, Jr. (* 6. April 1745 in Boston, Massachusetts Bay Colony; † 25. Februar 1799 in Marlborough, Massachusetts, Vereinigte Staaten) war von Beruf Gerber und einer der Reiter, der kurz vor Beginn des Amerikanischen Unabhängigkeitskriegs die kolonialen Minutemen vor den anrückenden britischen Truppen warnte, was zu den Gefechten von Lexington und Concord führte. 

## Frühes Leben
Die Eltern von William Dawes, Jr. waren William Dawes, Sr. und Lydia Dawes (geb. Boone). Er wurde in der Old South Church getauft und ergriff den Beruf des Gerbers. Ebenso war er Mitglied der Bostoner Miliz. Am 3. Mai 1768 heiratete er Mehitable May. Die Boston Gazette berichtete über die Hochzeit und hielt lobend fest, dass er zu diesem Anlass einen Anzug trug, der ausschließlich in Nordamerika gefertigt worden war. Zu dieser Zeit versuchten die Whigs, einen Boykott von britischen Produkten zu erreichen, um Druck auf das Parlament des Vereinigten Königreichs auszuüben und so die Rücknahme der Townshend Acts zu erzwingen.

## Rolle in der Bostoner Miliz
Sehr wahrscheinlich – wenngleich nicht zweifelsfrei nachgewiesen – spielte Dawes eine zentrale Rolle beim Schutz der vier Kanonen der Bostoner Miliz vor dem Zugriff der britischen Truppen im September 1774. Es ist eine entsprechende Nachricht des Massachusetts Provincial Congress erhalten, die im Februar 1775 verfasst wurde und Dawes anwies, zwei dieser Kanonen aus Boston herauszubringen.

### DerMitternachtsritt
Dawes wurde in der Nacht des 18. April 1775 von Joseph Warren angewiesen, von Boston nach Lexington zu reiten, denn es war deutlich geworden, dass sich britische Truppen auf dem Weg ins Landesinnere befanden. Sein Auftrag bestand darin, John Hancock und Samuel Adams über die akute Gefahr ihrer Gefangennahme zu informieren. Dawes wählte den Landweg über den Boston Neck, um aus der Stadt zu kommen, und erreichte die Stadtgrenze gerade noch rechtzeitig, bevor das britische Militär die Stadt abriegelte.
Ebenfalls im Auftrag von Warren war Paul Revere in Charlestown stationiert. Er signalisierte mit Laternen auf dem Kirchturm der Old North Church, von wo aus sich die Briten näherten. Um sicherzugehen, dass die Nachricht auch die weiter entfernten Orte erreichte, ruderte Revere über den Fluss und ritt Richtung Westen. Dieser Ritt wurde später von Henry Wadsworth Longfellow in seinem Gedicht Paul Revere’s Ride festgehalten. Dieses ist jedoch historisch nicht korrekt, da es ausschließlich auf Revere fokussiert und ihn damit zu einer Komposition aus einer Vielzahl von Reitern macht, die in dieser Nacht unterwegs waren.
Dawes und Revere trafen in Lexington in etwa zur gleichen Zeit kurz nach Mitternacht ein. Obwohl Revere unterwegs angehalten hatte, um mit Milizen Informationen auszutauschen, erreichte er die Stadt eher als Dawes, da sein Pferd schneller und die Strecke kürzer war. Nachdem sie ihren Auftrag erfüllt und Adams und Hancock gewarnt hatten, beschlossen sie, nach Concord weiterzureiten, von dem sie vermuteten, dass dies das eigentliche Ziel der Briten sei. Es besteht kein Zweifel daran, dass Revere wusste, dass der Provincial Congress in Concord Waffen und Munition gelagert hatte, darunter auch die Kanonen, zu deren Sicherung Dawes beigetragen hatte. Auf dem Weg dorthin trafen sie auf den Arzt Samuel Prescott, der sich ihnen anschloss.
Auf der Straße zwischen Lexington und Concord trafen sie auf berittene britische Offiziere. Diese hatten bereits einige Reiter, die in westlicher Richtung unterwegs gewesen waren, erfolgreich abgefangen und befahlen Dawes, Revere und Prescott, anzuhalten. Diese jedoch ritten daraufhin in drei unterschiedlichen Richtungen davon und hofften, dass wenigstens einer von ihnen den Durchbruch schaffte. Auf dem Weg in Richtung Concord hörte Dawes die Kirchenglocken läuten und wusste daher, dass Prescott die Stadt vor ihm erreicht hatte. Da ihn sein Pferd abwarf, musste er zu Fuß nach Lexington zurückkehren.
Die von Dawes und den vielen anderen Reitern überbrachten Warnungen ermöglichten es den Stadtmilizen, in den Gefechten von Lexington und Concord eine standhafte Gegenwehr zu bieten, was schließlich zum ersten kolonialen Sieg führte. Die Briten fanden nur wenige der Waffen, die sie zu zerstören beabsichtigt hatten, und erlitten auf ihrem Weg zurück nach Boston durch fortwährende Angriffe der Kolonisten schwere Verluste.

### Quartiermeister
Während des Krieges arbeitete Dawes als Quartiermeister im zentralen Massachusetts. Britische Kriegsgefangene aus der Schlacht von Saratoga berichteten dem britischen Parlament, dass er ihnen zu wenig Nahrung gegeben habe. Seine Familie hielt dem entgegen, dass Dawes davon überzeugt war, dass sie auf ihrem Marsch nach Boston die Bauern bestehlen würden, wozu nach ihrer Ansicht grundsätzlich die meisten Armeen auf einem Feldzug neigten.

## Spätes Leben

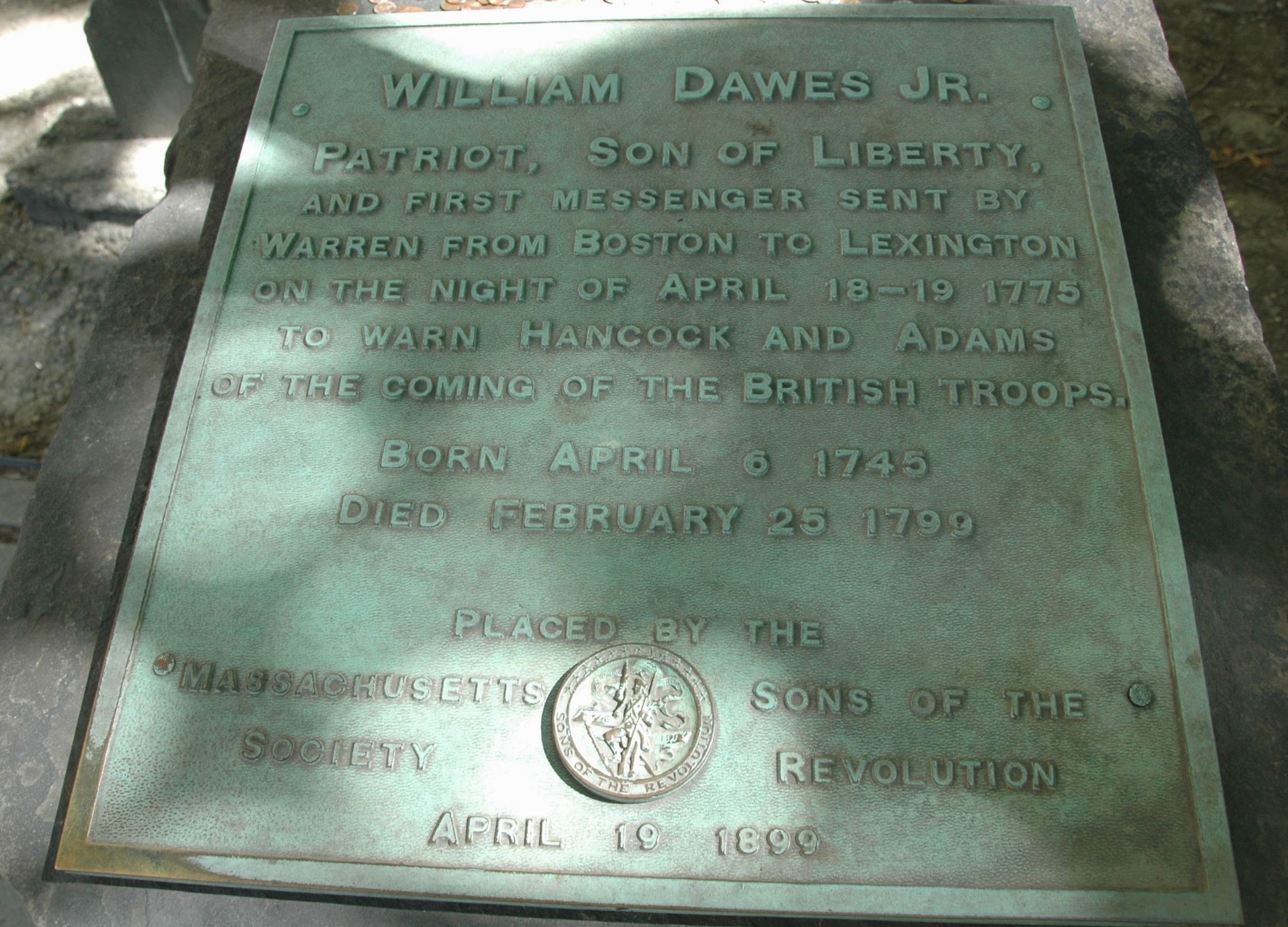
Das Grab von William Dawes auf dem King’s Chapel Burying Ground

Aus der Zeit nach dem Unabhängigkeitskrieg ist lediglich bekannt, dass Dawes sich weigerte, sich einer Strafexpedition gegen die Indianer anzuschließen, die der Gouverneur im Dezember 1790 angeordnet hatte.
Seine Frau starb 1793. Dawes selbst starb am 25. Februar 1799 in Marlborough. Man geht davon aus, dass er auf dem King’s Chapel Burying Ground begraben wurde. Allerdings könnten seine Überreste auch in das Familiengrab seiner Frau auf dem Forest Hills Cemetery in Jamaica Plain umgebettet worden sein.

## Erbe
Historiker kritisieren das Gedicht Paul Revere’s Ride von Henry Wadsworth Longfellow dafür, dass es die Rolle von Revere während der Ereignisse stark übertrieben darstellt. Die Geschichte mag sich zwar besser als Erzählstoff eignen, jedoch waren sowohl Dawes als auch Prescott beim Erreichen ihrer Ziele erfolgreicher. 1896 veröffentlichte Helen F. Moore, bestürzt darüber, dass William Dawes bereits vergessen worden war, ihr Gedicht The Midnight Ride of William Dawes.
Die Unterschiede zwischen den Erfolgen beider Männer wurde von Malcolm Gladwell in seinem Buch The Tipping Point untersucht.
Auf einer als Dawes Island bekannten Verkehrsinsel in Cambridge – an der Kreuzung von Garden Street und Massachusetts Avenue auf dem Harvard Square – wird das Andenken an William Dawes bewahrt. Der Weg, den er bei seinem Ritt gewählt hat, ist über in den Boden eingelassene Hufeisen aus Bronze markiert. Zu der Installation gehören eine Plakette mit seinem Namen und dem Datum des Ritts sowie einige Tafeln mit geschichtlichen Hintergründen.

## Ehe und Nachkommen
Er war mit Mehitable May (1768–1793) verheiratet und hatte mit ihr zwei Söhne und eine Tochter.
Rufus Dawes war ein Urenkel von William, Offizier im Sezessionskrieg und Abgeordneter des Kongresses. Charles G. Dawes diente als Vizepräsident der Vereinigten Staaten unter Calvin Coolidge. Weitere Verwandte sind die Geschäftsleute Rufus C. Dawes, Beman Gates Dawes und Henry M. Dawes. Der Journalist Bill Schulz (eigentlich William Dawes Schulz) ist ebenfalls ein Nachkomme von William Dawes und der Enkel von Mary Dawes, der Tochter von Henry M. Dawes.